# Delphine Brox
Delphine Brox, auch Delphine Brox-Brochot (* 17. September 1935; † 22. März 2008 in Cussy-en-Morvan, Département Saône-et-Loire, Frankreich) war eine deutsch-französische Umweltaktivistin und Politikerin. Sie war von 1979 bis 1983 Mitglied der Bremer Bürgerschaft für die Bremer Grüne Liste.

## Leben
Brox zog in den 1960er-Jahren von Frankreich nach Dortmund, um im Rahmen eines deutsch-französischen Lehreraustauschprogramms zu unterrichten. In Deutschland lernte sie ihren späteren Mann, den katholischen Priester Franz Brox kennen. Ihretwegen gab er wegen des Zölibats sein Priesteramt auf. Mit ihm hat sie zwei Kinder.
Da Brox auch die deutsche Staatsbürgerschaft hatte, konnte die Französin 1979 mit der Bremer Grünen Liste (BGL) für die Bremer Bürgerschaft kandidieren. Die Grünen zogen bei knapp über fünf Prozent der Wahlberechtigten mit vier Abgeordneten in die Bürgerschaft ein und waren so zum ersten Mal in einem deutschen Landtag vertreten.
Brox' Engagement lag insbesondere in der Anti-Atompolitik, in der Friedenspolitik und in der Frauenpolitik. Sie nahm an Kundgebungen gegen das Kernkraftwerk Brokdorf und das Kernkraftwerk Kalkar sowie gegen das Brennelemente-Zwischenlager Gorleben teil. Der damalige Bremer Bürgermeister Hans Koschnick war politischer Kontrahent, auch wegen seiner Unterstützung der Bundeswehr. Die BGL war gegen Großansiedlungen der Industrie wie z. B. der Daimler-Benz-Fabrik in Bremen-Hemelingen, Brox unterstützte andererseits aber auch die Arbeiter der AG Weser, als deren Werft von der Schließung bedroht war. 1983 wurde die BGL im Gefolge der Werftenkrise zu Gunsten der Grünen Partei abgewählt. 1990 bot der designierte französische Umweltminister Brice LaLonde, der dem Kabinett von Laurent Fabius (Sozialist) angehören sollte, Brox den Staatssekretärsposten. Brox lehnte jedoch ab. Sie war danach bei Bürgerinitiativen aktiv.
Später erfolgte ein Umzug des Ehepaars Brox in ein geerbtes Landhaus in Brox' Heimat Cussy-en-Morvan im französischen Burgund. Hier engagierte sich Brox weiterhin für die Umwelt und führte ein „offenes Haus“ mit Diskussionszirkeln und Seminaren.

### Ehrungen
Am 16. Oktober 2007 wurde Brox im Rathaus ihrer Heimatstadt von einer Bremer Delegation die Silberne Rathausmünze des Bremer Senats überreicht. Initiiert wurde die Verleihung von Bremens Alt-Bürgermeister Hans Koschnick, trotz früherer Konfrontationen zwischen den ehemaligen politischen Gegnern. Geehrt wurde Brox für ihr Engagement für die Bürgerrechtsbewegung und Friedensarbeit sowie für die Förderung der deutsch-französischen Zusammenarbeit. Die Auszeichnung wurde vom damaligen Staatsrat Hans-Christoph Hoppensack überreicht, der in seiner Rede sagte: „So haben Sie ... daran mitgewirkt, dass es 1963 zum Deutsch-Französischen Freundschaftsvertrag kam. Später haben Sie vor allem in bilateralen Kulturprojekten Ihren Beitrag zur Verständigung geleistet.“